# FC Hebar Pasardschik
Der FC Hebar Pasardschik ist ein bulgarischer Fußballverein aus Pasardschik. Seit 2021 ist er in der Parwa liga vertreten.

## Geschichte
FC Hebar Pasardschik wurde 2015 unter dem Namen FC Hebar 1918 gegründet und bezieht sich auf den bis 2001 existierenden FC Hebar Pasardschik, der als seinerzeitiger Erstligist im PFK Belasiza Petritsch aufging und diesem damit das Erstliga-Startrecht übergab.

### Vorläufer
Der ursprüngliche FC Hebar Pasardschik wurde 1918 gegründet und spielte zunächst vornehmlich im regionalen Ligabereich. Bei Einführung eines landesweiten Spielbetriebs trat der Klub entsprechend unterklassig an, qualifizierte sich aber für die Auftaktsaison 1950 in der zweitklassigen B Grupa. In den folgenden Jahren schwankte der Klub zwischen dem zweiten Spielniveau und den darunter liegenden Spielklassen, ehe er sich ab Mitte der 1960er Jahre weitgehend in der Zweitklassigkeit halten konnte.
Nach dem Wiederaufstieg in die zweite Liga zur Spielzeit 1987/88 etablierte sich der FC Hebar Pasardschik im vorderen Bereich und schaffte 1989 erstmals den Sprung in die höchste Spielklasse. Die Saison 1989/90 beendete die Mannschaft jedoch auf einem Abstiegsplatz. Dem sofortigen Wiederaufstieg folgte der erneute Abstieg. 1999 gelang die Rückkehr in die A Grupa, ehe 2001 die Besitzer den Klub mit dem Zweitligisten Belasiza Petritsch fusionierten.

### Aktueller Verein
2015 wurde der FC Hebar 1918 gegründet, der sich mit dem Drittligisten FK Tschiko Bjaga zusammenschloss und dessen Startrecht in der W Grupa übernahm. 2019 stieg die Mannschaft in die Wtora liga auf, in der sie nach zwei sechsten Plätzen am Ende der Spielzeit 2021/22 als Vizemeister hinter dem punktgleichen Septemwri Sofia den Erstligaaufstieg schaffte.